# Henri Alavoine
Pour les articles homonymes, voir Alavoine.
Henri Alphonse Gustave Alavoine, né le 6 mars 1890 dans le 10e arrondissement de Paris et mort le 19 juillet 1916 à Pau est un coureur cycliste français des années 1909 à 1916.

## Biographie
Frère de Jean Alavoine, sans posséder les qualités de son frère, il débute le cyclisme en 1909, et participe à plusieurs courses comme Paris-Tours, Paris-Châteauroux, Paris-Roubaix etc... 
Mobilisé en 1914, il passe dans l'aviation en tant que caporal, au 1er groupe d'aviation (1er GA) et meurt des suites de la chute de son avion au cours de la Première Guerre mondiale le 19 juillet 1916 à l'hôpital mixte de Pau,.

## Résultats sur le Tour de France
- 1909 : 30e du classement général
- 1910 : abandon (10e étape)
- 1911 : abandon (13e étape)
- 1912 : 38e du classement général
- 1913 : 25e et lanterne rouge du classement général
- 1914 : 52e du classement général